# Dättnauerbach
Der Dättnauerbach ist ein rund eineinhalb Kilometer langer linker Zufluss des Hornbachs, der auf dem Stadtgebiet von Winterthur das Dättnauertal bis zum Dättnauerweiher entwässert.
Der Bach wurde ursprünglich aufgrund der Lehmgewinnung der Ziegelei Dättnau eingedolt. Da die Eindolung auch zu Überschwemmungen führte, wurde der Bach 2005/2006 auf fast seiner gesamten Länge von 1,5 km wieder ausgedolt und renaturiert. Lediglich ein 180 Meter langes Stück vor der Einmündung in den Hornbach musste aus topographischen Gründen wieder eingedolt werden.

## Geographie

### Verlauf
Der Altlauf des Bachs entspringt auf einer Höhe von 566 m ü. M. im Waldgebiet Ebnet oberhalb des Dättnauerweiher, der je nach Sichtweise auch als neue Quelle des Bachs angesehen werden kann. Auf jeden Fall fliesst der Altlauf nur knapp am Dättnauerweiher vorbei und nimmt dabei den Abfluss aus dem Weiher auf. Danach durchläuft der Bach das Dättnauertal und nimmt zuerst linksseitig den Chombergrainbach, danach auf Höhe Neubruch rechtsseitig den Kirchenweggraben. Beim Brüttenerfussweg nimmt der Dättnauerbach den Wingertenholzbach auf, der kurz zuvor mit dem Dättnauerbergbach zusammengeflossen ist. Der nächste Zufluss ist danach der linksseitig kommende Hündlerbach, der aus dem Dättnauer Siedlungsgebiet kommt und grösstenteils eingedolt durch das Quartier verläuft. Danach fliesst der Dättnauerbach selbst nach einer eingedolten Strecke in den vom Dättnauerberg her kommenden Hornbach. Die Gesamtlänge des Bachs beträgt vom Dättnauerweier her 1568 Meter oder von der Quelle des Altlaufs her 1975 Meter.

### Zuflüsse
- Chombergrainbach (links), 0,5 km
- Kirchenweggraben (rechts), 0,3 km
- Wingertenholzbach (links), 0,6 km
- Hündlerbach (rechts), 0,1 km